# Roberto Vannacci

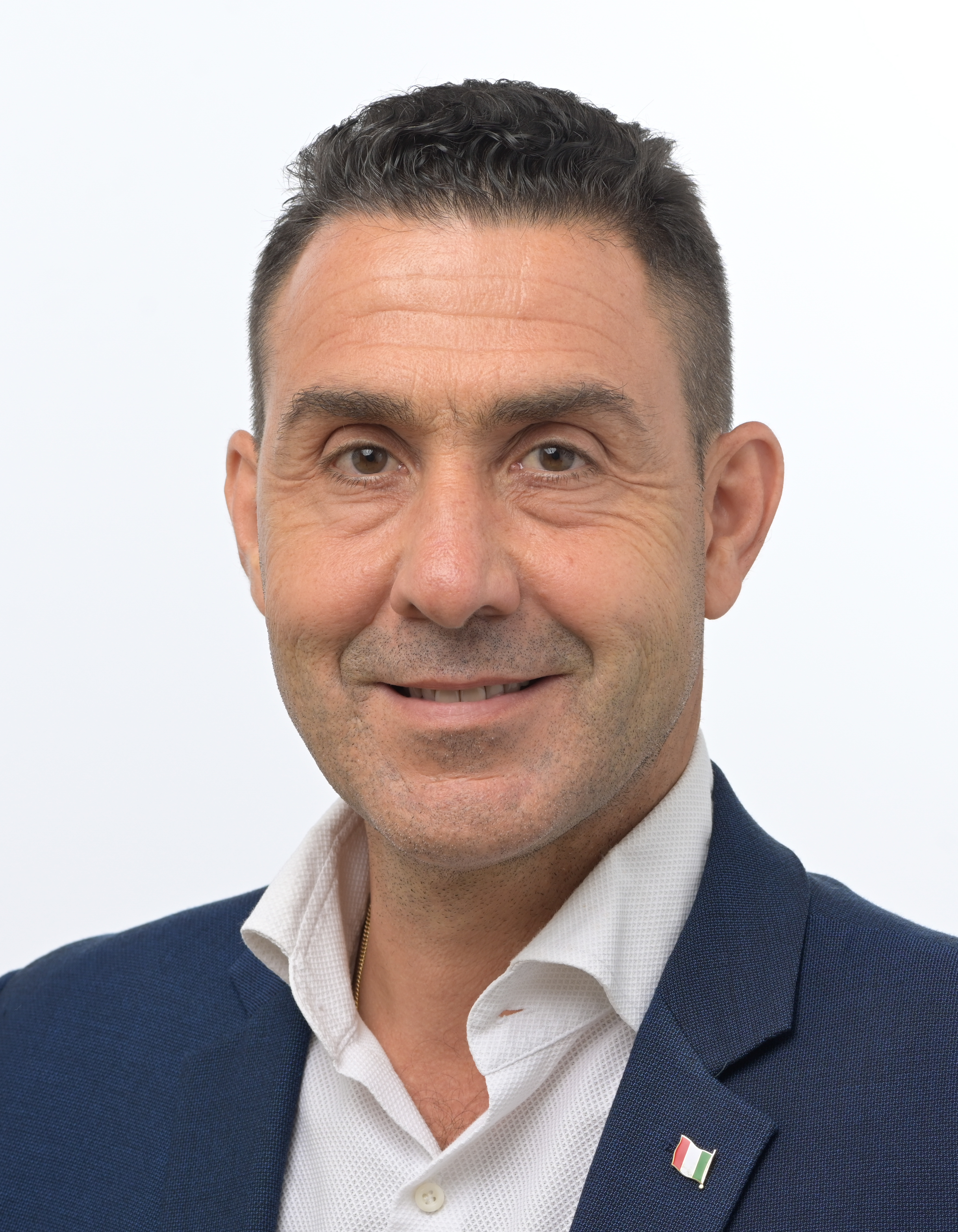
Roberto Vannacci (2024)

Roberto Vannacci (* 20. Oktober 1968 in La Spezia) ist ein ehemaliger Generalmajor des italienischen Heeres. Am 3. Dezember 2023 wurde er zum Chef des Generalstabes der operativen Landstreitkräfte (italienisch Comando delle Forze Operative Terrestri – COMFOTER) ernannt, aber bereits am 28. Februar 2024 zeitweilig vom Dienst suspendiert. Seit Juni 2024 ist er Mitglied des Europäischen Parlaments und gehört dort der Fraktion des rechten Bündnisses Patrioten für Europa an.

## Werdegang
Vannacci absolvierte den 168. Lehrgang der Militärakademie in Modena und dann die Scuola di applicazione in Turin. Er verfügt über drei Master-Abschlüsse: in strategischen Wissenschaften und in internationalen und diplomatischen Wissenschaften von der Universität Turin sowie in Militärwissenschaften von der Universität Bukarest. Er erwarb außerdem einen Weiterbildungsmaster in strategischen Wissenschaften an der Universität Turin und einen weiteren in internationalen strategisch-militärischen Studien in Zusammenarbeit mit der Katholischen Universität vom Heiligen Herzen in Mailand und der LUISS-Universität in Rom.
Als Offizier der Spezialkräfte nahm Vannacci 1992 bis 1994 an der Mission Ibis in Somalia teil. Im Laufe der 90er Jahre führte er Einheiten der Spezialkräfte in mehreren Missionen in Ruanda, Jemen und Bosnien. Als Stabsoffizier war er verantwortlich für Spezialoperationen in Afghanistan (Task Force 45) und im Irak, wo er 2005/06 Kommandeur der Special Forces Task Group war. Von 2011 bis 2013 befehligte er als Oberst das 9. Fallschirmjäger-Sturmregiment. Im Jahre 2016 wurde er als Brigadegeneral Kommandeur der Fallschirmjägerbrigade „Folgore“ und 2018 Chef des Stabes der Division „Vittorio Veneto“.
In den Jahren 2017 und 2018 war er im Irak als Kommandeur der italienischen Truppen in der Mission Prima Parthica. Hier berichtete er der Staatsanwaltschaft über die schwerwiegenden Gesundheitsrisiken, denen die italienischen Soldaten durch abgereichertes Uran ausgesetzt waren. Der General beklagte schwere Versäumnisse beim Schutz der Gesundheit seiner Untergebenen. Von 2020 bis 2022 war er Militärattaché an der italienischen Botschaft in Moskau, wo er nach der russischen Invasion der Ukraine zur Persona non grata erklärt wurde. Wegen vermeintlicher falscher Spesenabrechnungen während seiner Zeit in Moskau ordnete der italienische Rechnungshof im Februar 2024 eine Untersuchung an.
Im Jahre 2023 war er für kurze Zeit Leiter des Militärgeographischen Instituts in Florenz. Infolge der Veröffentlichung seines Buches Il mondo al contrario (auf Deutsch „Verdrehte Welt. Eine Bestandsaufnahme“), das in Italien wegen seines LGBT-feindlichen und rassistischen Inhalts einen Sturm der Entrüstung auslöste, wurde er zunächst auf einen anderen Posten versetzt und seitens der Regierungschefin Giorgia Meloni ein Disziplinarverfahren gegen ihn gefordert, was aber zunächst nicht geschah. Verteidigungsminister Guido Crosetto distanzierte sich von Vannaccis Ansichten und definierte sie als „persönliche Beschimpfungen, die das Heer, die Streitkräfte und die Verfassung diskreditieren“.
Nach seiner Ernennung zum Chef des Stabes von COMFOTER am 3. Dezember 2023, wurde am Tag darauf auf Betreiben des Chef des Generalstabes des italienischen Heeres, Pietro Serino, ein Disziplinarverfahren gegen ihn eröffnet. Letzteres war zuvor von Verteidigungsminister Crosetto abgesegnet worden. Vannacci trat noch am gleichen Tag aus „familiären Gründen“ einen einmonatigen Urlaub an, den er bereits vorher eingereicht hatte. Das Disziplinarverfahren wurde aufgrund der in seinem Buch Il mondo al contrario gemachten Äußerungen eröffnet. Eine Kommission sollte untersuchen, ob seine dort als diensttuender General gemachten Aussagen im Widerspruch zum Neutralitätsanspruch der von ihm vertretenen Institution stehen. Im Januar 2024 erklärte Lega-Chef Matteo Salvini, Vannacci wäre der „perfekte Kandidat für die Lega für die Europawahl 2024“.
Am 28. Februar 2024 wurde Roberto Vannacci vom Verteidigungsministerium für elf Monate vom Dienst suspendiert, da er wegen „mangelnden Verantwortungsbewusstsein und der Schädigung des Grundsatzes der Neutralität dem Ansehen und dem Ruf der Streitkräfte geschadet habe“ sowie wegen „möglicher störender und spaltender Auswirkungen innerhalb des Militärs“. Vannacci gab nach dem Urteil bekannt, Berufung beim Regionalen Verwaltungsgericht Latium einzulegen. Bereits zwei Tage vor seiner Suspendierung ordnete die Staatsanwaltschaft Rom eine Untersuchung wegen vermeintlicher „Aufstachelung zum Rassenhass“ an. Der Untersuchung waren mehrere Anzeigen von Bürgerrechtsorganisationen und der Militärgewerkschaft vorausgegangen, die wegen seiner Äußerungen in seinem Buch Anzeige erstattet hatten.
Am 25. April 2024, dem Tag der Befreiung Italiens, gab Salvini die Kandidatur Vanaccis in Reihen der Lega für die Europawahl 2024 bekannt. Vannacci wurde am 9. Juni als unabhängiger Kandidat auf der Parteiliste der Lega ins Europaparlament gewählt. Wegen seiner in der Vergangenheit gemachten homophoben Aussagen, lehnte seine Fraktion mit großer Mehrheit seine Nominierung zum Vizepräsidenten der Patrioten für Europa im Juli 2024 ab. Lediglich die italienische Delegation, der nur die Lega angehört, stimmte für ihn.

## Auszeichnungen (Auswahl)
- Verdienstorden der Italienischen Republik (Ritter)[14]
- Legion of Merit
- Bronze Star

## Veröffentlichungen
- Il mondo al contrario. Selbstverlag 2023, ISBN 979-8-85469879-5. (Deutsche Übersetzung:  Verdrehte Welt. Eine Bestandsaufnahme. Verlag Antaios, Schnellroda 2024, ISBN 978-3-949041-57-0.)
- Il coraggio vince: vita e valori di un generale incursore. Piemme, Mailand 2024, ISBN 978-88-566-9496-3.